# مسیحیت در عراق

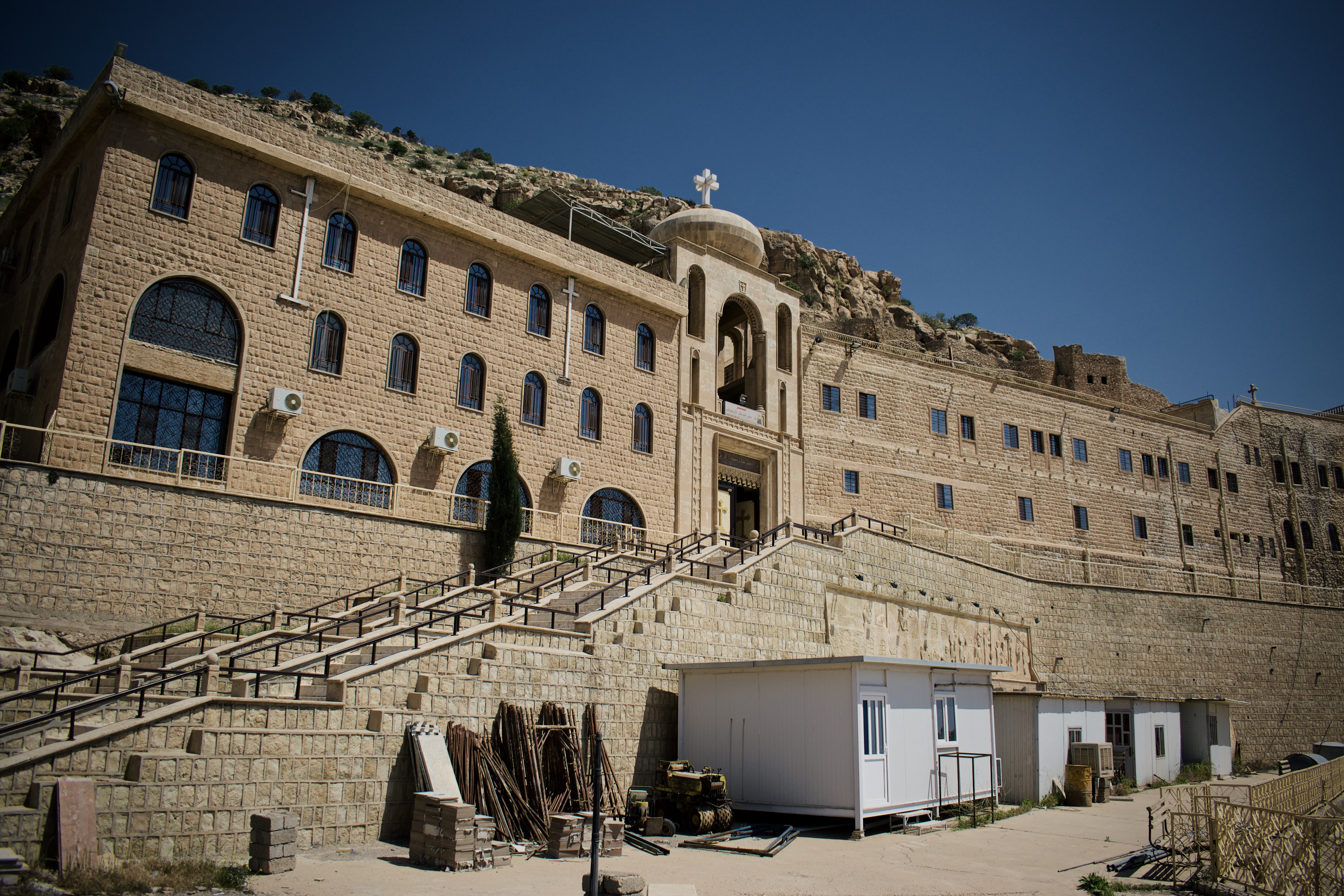
Mar Mattai Monastery, the Saint Matthew Monastery, عراق (دیر مار متی ܕܝܪܐ ܕܡܪܝ ܡܬܝ)

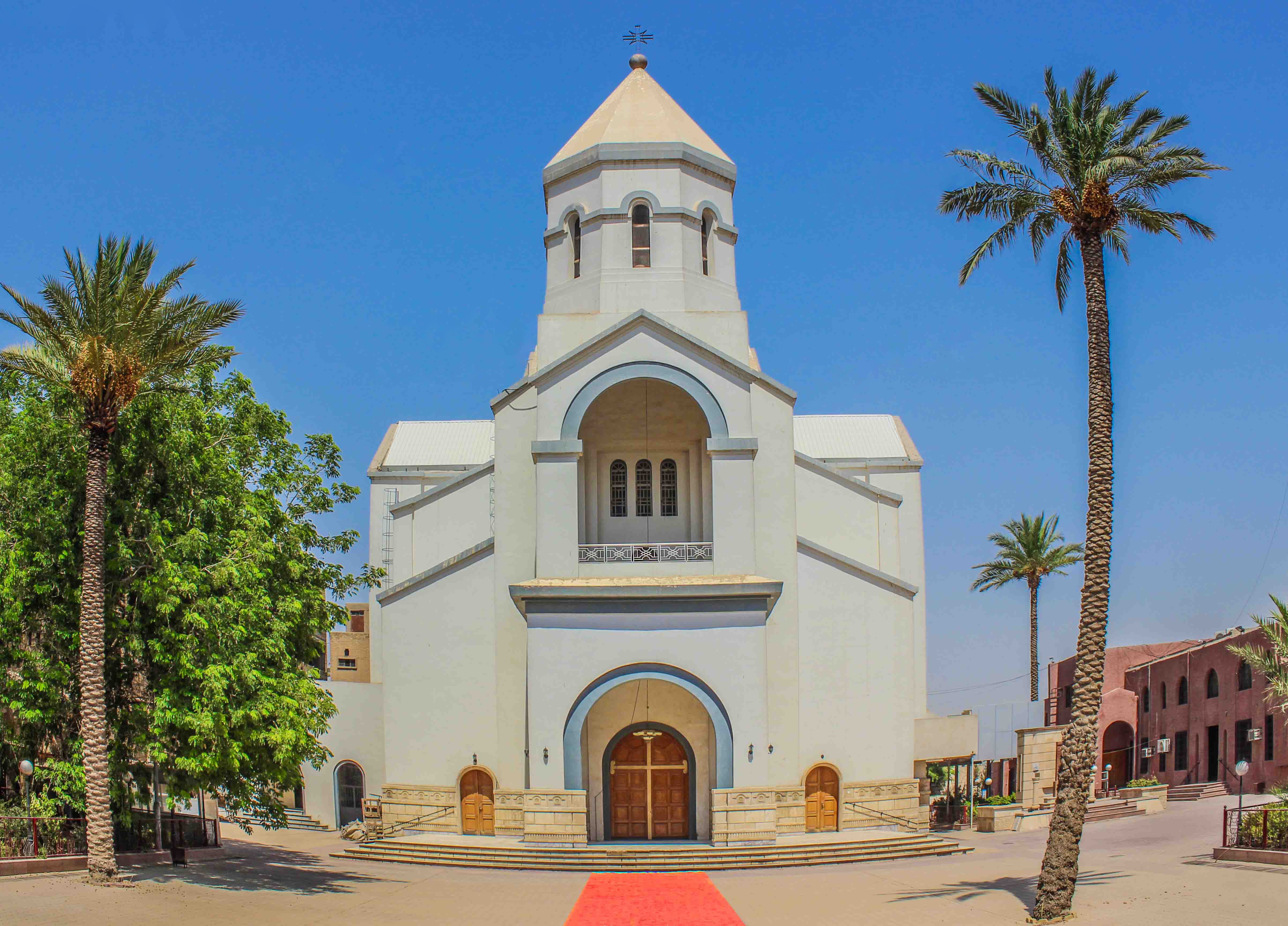
کلیسای ارمنی در عراق

مسیحیت در عراق اشاره به دین مسیحیت در کشور عراق دارد. مسیحیان عراق یکی از قدیمی‌ترین جوامع مسیحی مستمر در جهان محسوب می‌شوند. اکثریت قریب به اتفاق مسیحیان عراق، آشوری‌های بومی آرامی‌زبان هستند که ادعا می‌کنند تبارشان از آشور باستان است و از سنت مسیحی سوریه پیروی می‌کنند. برخی نیز با نام فرقه مذهبی و همچنین هویت قومی خود شناخته می‌شوند، مانند کلدوآشوری‌ها، کاتولیک‌های کلدانی یا سوری‌ها (به شرایط مسیحیان سریانی مراجعه کنید). مسیحیان عراقی غیرآشوری عمدتاً مسیحیان عرب و ارمنی و اقلیت بسیار کوچکی از مسیحیان کرد، شابک و ترکمان‌های عراق هستند. اکثر مسیحیان کنونی عراق از نظر قومی، زبانی، تاریخی و ژنتیکی از کردها، عرب‌ها، ایرانی‌ها، ترک‌ها و ترکمن‌ها (و همچنین از مسیحیان سریانی در غرب سوریه، لبنان، اردن و جنوب غربی ترکیه) متمایز هستند. صرف نظر از وابستگی مذهبی (کلیسای آشوری شرق، کلیسای کاتولیک کلدانی، کلیسای ارتدکس سوری، کلیسای کاتولیک سوری، کلیسای پنطیکاستی آشوری و غیره) مسیحیان آرامی شرقی عراق و اطراف آن یک قوم از نظر ژنتیکی همگن هستند. آنها خود را به عنوان مردمی جداگانه، با ریشه‌های مختلف و با سابقه مشخصی که به آشور و بین‌النهرین باستان بازمی‌گردند معرفی می‌کنند (به تداوم آشوری و تاریخ آشوری‌ها مراجعه کنید).